# Loos blaasjeskruid
Loos blaasjeskruid (Utricularia australis synoniem: Utricularia japonica) is een wortelloze, vleesetende, overblijvende waterplant, die behoort tot de blaasjeskruidfamilie (Lentibulariaceae). De plant komt van nature voor in Noordwest-Afrika, in Midden-Europa van Noord-Italië tot Midden-Engeland en in het Oostzeegebied. Verder op enkele plaatsen in Centraal-Azië en Afrika, in Sri Lanka, in het oosten van Australië en in Nieuw-Zeeland. De soort staat op de Nederlandse Rode lijst van planten als vrij zeldzaam en stabiel of toegenomen. In België is de plant beschermd waar het als zeldzaam voorkomend op de Vlaamse Rode Lijst van planten staat. Het aantal chromosomen is n=18, 19, 20 of 22.
De stengels van de plant kunnen 30–150 cm lang worden. De plant is ondergedoken (submers). De wortels zweven in het water. Het lichtgroene, veerdelige blad heeft draadvormige slippen, die gaafrandig zijn en een spitse top hebben. Aan de bladslippen zitten stekelharen. Aan de bladeren zitten 8-75, blaasvormige aanhangsels, de vangblaasjes. De plant vormt overwinteringsknoppen, turionen.
Loos blaasjeskruid bloeit van juni tot in augustus met gele, boven het water uitstekende,11–17 mm grote Bloemen. Het gehemelte heeft oranje strepen. De onderlip van de bloemkroon is vlak met een licht gegolfde rand. De bovenlip is twee keer zo lang als het gehemelte. De bloem heeft een 5,5-7,5 lange, stompkegelige spoor. De bloeiwijze is een tros. De bloeistengel is zwak tot sterk S-vormig heen en weer gebogen.
De vrucht is een ronde, 4 mm grote doosvrucht, maar wordt alleen in China en Japan gevormd. De vruchtstelen zijn recht, schuin afstaand of vaak tegen de as van de bloeiwijze aangedrukt. De 0,5 mm grote, prismavormige, 4-6 hoekige zaden zijn gevleugeld.
Met de vangblaasjes worden kleine kreeftachtigen en waterinsecten gevangen. In de vangblaasjes is vacuüm en als iets de haartjes op het blaasje aanraakt springt deze open en zuigt het omringende water met daarin het insect naar binnen. Vertering van de prooi duurt afhankelijk van de grootte twaalf minuten tot twee uur. Na de vertering transporteren speciale cellen het voedselrijke water de stengel in, waarbij tegelijkertijd het vacuüm in het blaasje wordt hersteld.
De plant komt voor in matig voedselarm water, in sloten, kanalen, vennen en duinplassen.

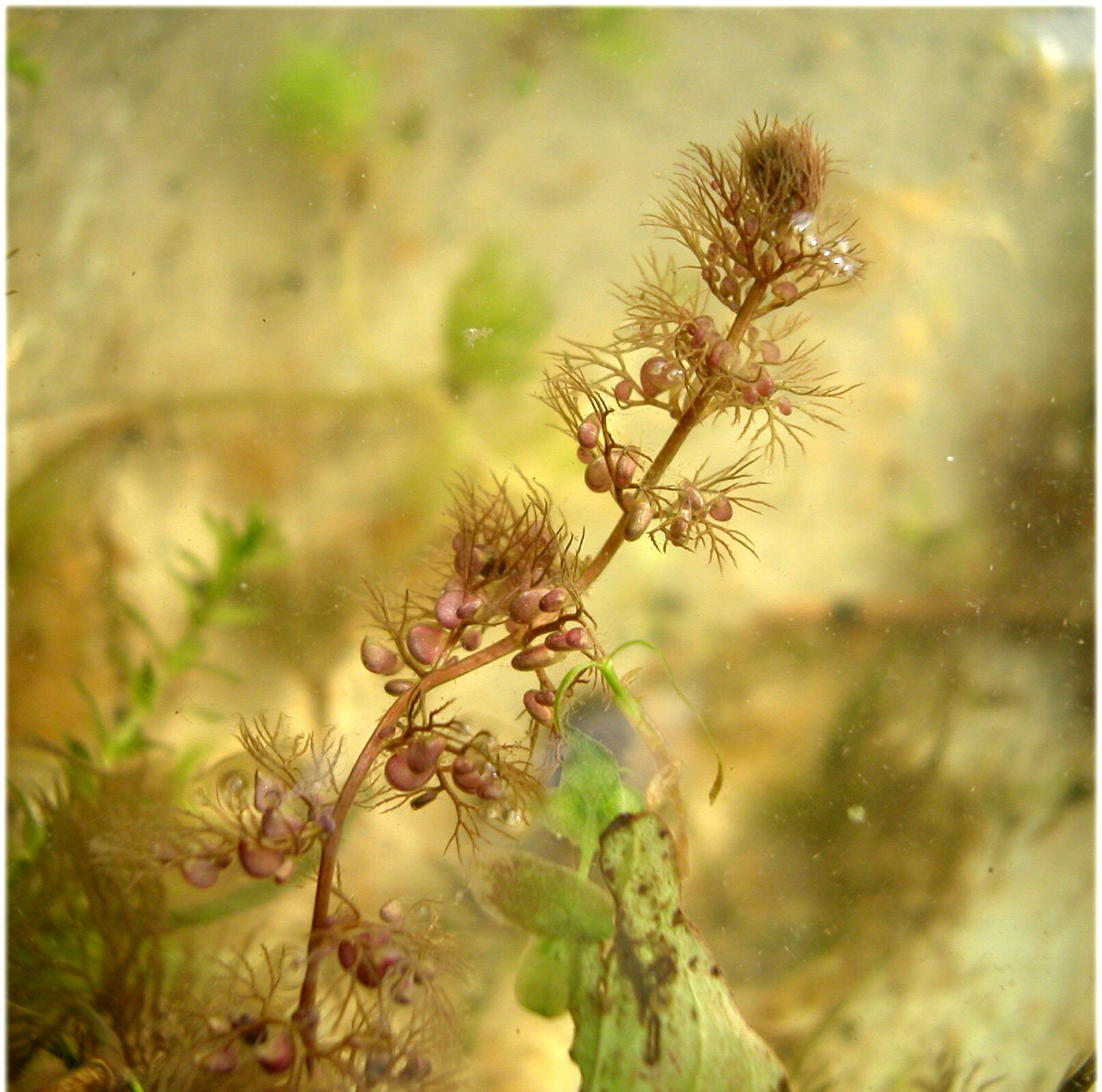
Vangblaasjes
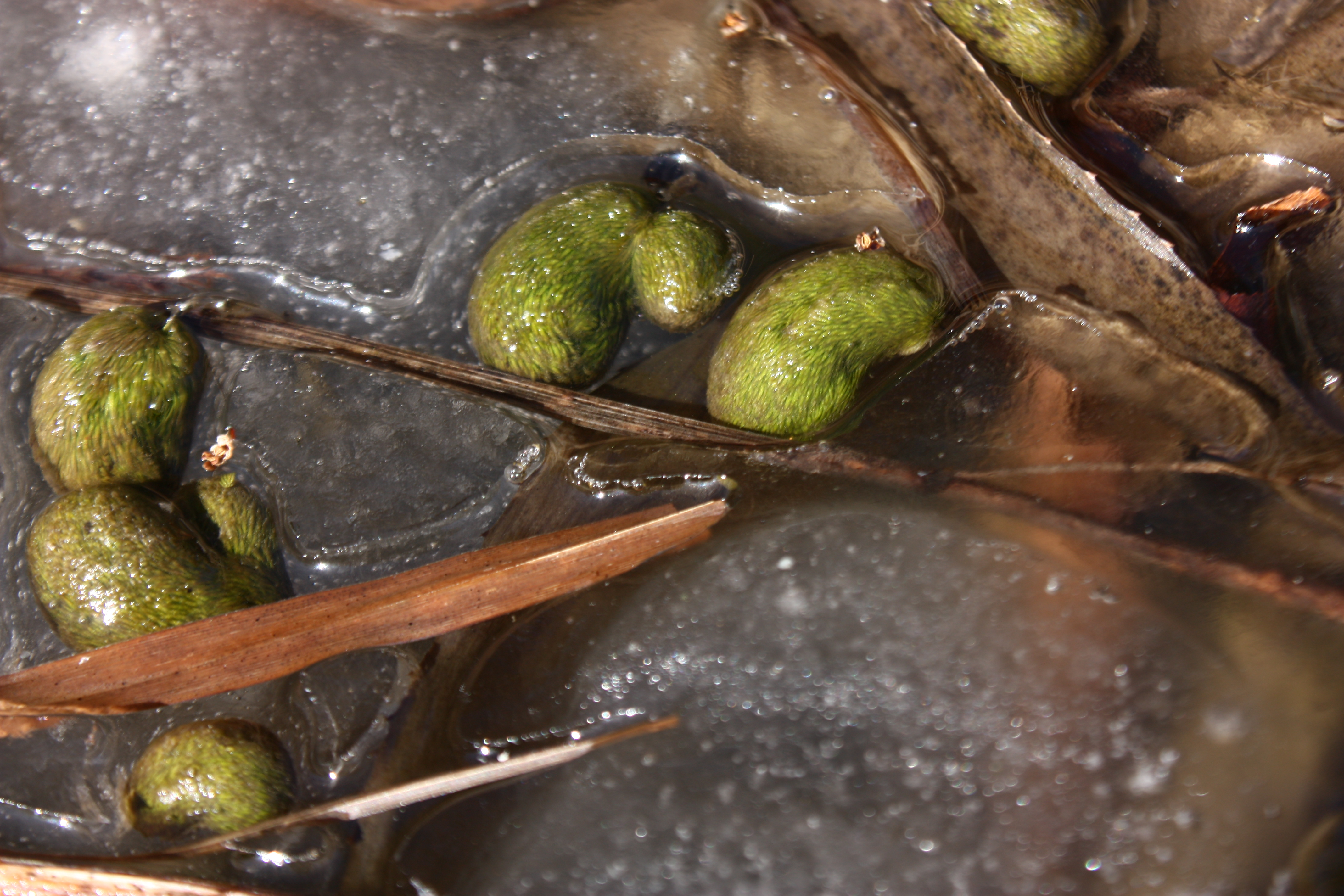
Turionen
- Werkend vangblaasje van loos blaasjeskruid

## Namen in andere talen
De namen in andere talen kunnen vaak eenvoudig worden opgezocht met de interwiki-links.
- Duits: Verkannte Wasserschlauch, Südlicher Wasserschlauch, Großer Wasserschlauch
- Engels: Western Bladderwort
- Frans: Utriculaire négligée, Utriculaire citrine